# Szczekociny (gmina)
Szczekociny – gmina miejsko-wiejska w Polsce w województwie śląskim, w powiecie zawierciańskim, na pograniczu dwóch mezoregionów, tj. Niecki Włoszczowskiej i Progu Lelowskiego, które wchodzą w skład Wyżyny Środkowo – Małopolskiej. W latach 1975–1998 gmina administracyjnie należała do województwa częstochowskiego. Jest jednostką samorządową, obejmującą swym zasięgiem miasto Szczekociny oraz 18 sołectw.
Siedziba gminy to Szczekociny.

Przez teren gminy płyną rzeki Pilica, Krztynia i Żebrówka.
Według danych z 30 czerwca 2004 gminę zamieszkiwało 8467 osób.

## Struktura powierzchni
Według danych z roku 2002 gmina Szczekociny ma obszar 136,09 km², w tym:
- użytki rolne: 67%
- użytki leśne: 22%

Gmina stanowi 13,56% powierzchni powiatu.

## Demografia

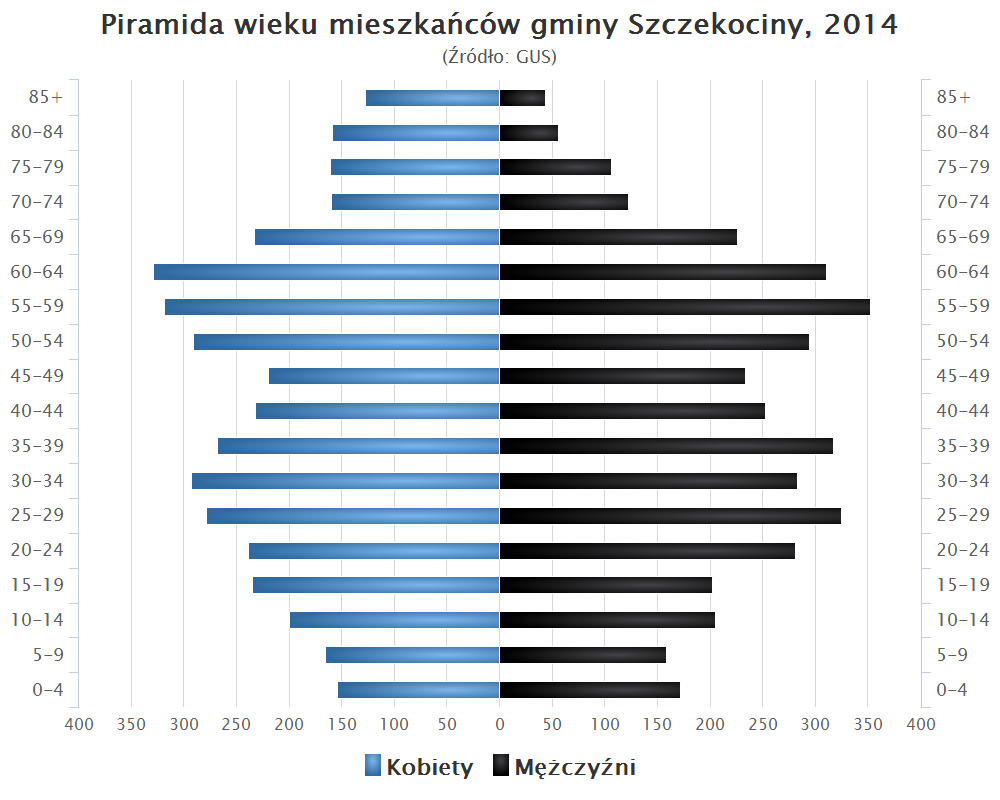
Piramida wieku mieszkańców gminy Szczekociny w 2014 roku

Dane z 30 czerwca 2004:
| Opis                              | Ogółem | Ogółem | Kobiety | Kobiety | Mężczyźni | Mężczyźni |
| --------------------------------- | ------ | ------ | ------- | ------- | --------- | --------- |
| jednostka                         | osób   | %      | osób    | %       | osób      | %         |
| populacja                         | 8467   | 100    | 4242    | 50,1    | 4225      | 49,9      |
| gęstość zaludnienia (mieszk./km²) | 62,2   | 62,2   | 31,2    | 31,2    | 31        | 31        |

## Klimat
Gmina Szczekociny jest położona w XV dzielnicy klimatycznej, tj. dzielnicy częstochowsko-kieleckiej. Średnio roczna temperatura powietrza wynosi 7,5 °C. Minimum temperatury przypada na styczeń -3 °C, a maksimum na lipiec +17,6 °C. Ostatnie przymrozki wiosenne występują w drugiej połowie kwietnia, a pierwsze dni z przymrozkami jesiennymi przypadają na drugą dekadę października.

### Szata roślinna
Obszary leśne zajmują 3129 ha, co stanowi 23% ogólnej powierzchni gminy. Są to przeważnie lasy sosnowe, a ich największe skupiska znajdują się w rejonie wsi: Brzostek, Starzyny i Rokitno.

## Sołectwa
Bonowice, Bógdał, Brzostek, Chałupki, Drużykowa, Goleniowy, Grabiec, Gustawów, Małachów, Ołudza, Przyłęk, Rędziny, Rokitno, Siedliska, Starzyny, Szyszki, Tęgobórz, Wólka Ołudzka, Wólka Starzyńska.

## Pozostałe miejscowości
Łąkietka, Podkaszczor, Podlipie.

## Sąsiednie gminy
Irządze, Koniecpol, Kroczyce, Lelów, Moskorzew, Pilica, Radków, Secemin, Słupia, Żarnowiec